# U-21-Fußball-Afrikameisterschaft 1999/Qualifikation
Die Qualifikation zur U-21-Fußball-Afrikameisterschaft 1999 wurde ausgetragen, um die sieben Endrundenteilnehmer neben Gastgeber Ghana zu ermitteln. Die Spiele fanden zwischen dem 18. April und 23. Oktober 1998 statt.

## Modus
Die gemeldeten Mannschaften ermittelten in drei Qualifikationsrunden im K.-o.-System mit Hin- und Rückspielen die sieben Endrundenteilnehmer. Bei Torgleichheit entschied die Auswärtstorregel über das Weiterkommen. Herrschte hier ebenso Gleichstand, wurde ohne vorherige Verlängerung ein Elfmeterschießen durchgeführt.

## Vorrunde
Die Hinspiele wurden am 18. und 19. April, die Rückspiele am 2. und 3. Mai 1998 ausgetragen.
|                           | Gesamt |                      | Hinspiel | Rückspiel |
| ------------------------- | ------ | -------------------- | -------- | --------- |
| Mosambik                  | 6:5    | Réunion              | 4:4      | 2:1       |
| Sierra Leone              | 6:5    | Liberia              | 4:3      | 2:2       |
| Lesotho                   | 3:2    | Swasiland            | 2:1      | 1:1       |
| Republik Kongo            | 3:2    | Togo                 | 2:1      | 1:1       |
| Ruanda                    | 2:1    | Tschad               | 1:1      | 1:0       |
| Mauretanien zurückgezogen | :      | Libyen               | 2:2      | :         |
| Namibia zurückgezogen     | :      | Malawi               | :        | :         |
| Burkina Faso              | :      | Gambia zurückgezogen | :        | :         |

Die übrigen Mannschaften hatten spielfrei.

## Erste Runde
Die Hinspiele wurden zwischen dem 7. und 9. August, die Rückspiele zwischen dem 28. und 30. August 1998 ausgetragen.
|                            | Gesamt          |                | Hinspiel | Rückspiel |
| -------------------------- | --------------- | -------------- | -------- | --------- |
| Libyen                     | 5:4             | Tunesien       | 3:3      | 2:1       |
| Sierra Leone               | 2:4             | Mali           | 1:3      | 1:1       |
| Gabun                      | 5:2             | Angola         | 3:2      | 2:0       |
| Republik Kongo             | 1:4             | Elfenbeinküste | 1:1      | 0:3       |
| Uganda                     | 2:4             | Tansania       | 1:1      | 1:3       |
| Burkina Faso zurückgezogen | :               | Nigeria        | :        | :         |
| Äthiopien                  | 1:2             | Ägypten        | 0:0      | 1:2       |
| Lesotho                    | 3:4             | Sambia         | 2:2      | 1:2       |
| Ruanda                     | 2:3             | Kamerun        | 2:0      | 0:3       |
| Burundi                    | 2:1             | Sudan          | 1:1      | 1:0       |
| Algerien                   | 3:6             | Guinea         | 3:2      | 0:4       |
| Senegal                    | (a)1:1(a)       | Marokko        | 1:1      | 0:0       |
| Malawi                     | (a)2:2(a)       | Botswana       | 1:0      | 1:2       |
| Mosambik                   | 2:2 (3:4 i. E.) | Südafrika      | 1:1      | 1:1       |

## Zweite Runde
Die Hinspiele wurden am 26. und 27. September, die Rückspiele am 17. und 18. Oktober 1998 ausgetragen.
|                | Gesamt          |          | Hinspiel | Rückspiel |
| -------------- | --------------- | -------- | -------- | --------- |
| Elfenbeinküste | 4:4 (3:4 i. E.) | Angola   | 4:0      | 0:4       |
| Nigeria        | 4:2             | Tansania | 3:1      | 1:1       |
| Sambia         | 3:3 (6:5 i. E.) | Ägypten  | 3:0      | 0:3       |
| Burundi        | 1:2             | Kamerun  | 1:2      | 0:0       |
| Marokko        | 0:4             | Guinea   | 0:4      | 0:0       |
| Südafrika      | 1:5             | Malawi   | 0:1      | 1:4       |
| Mali           | 5:4             | Libyen   | 3:0      | 2:4       |

## Ergebnis
Angola, Nigeria, Sambia, Kamerun, Guinea, Malawi und Mali qualifizierten sich für die Endrunde. Titelverteidiger Marokko schied aus.